# Філіппінське море
20°00′00″ пн. ш. 130°00′00″ сх. д. / 20.00000° пн. ш. 130.00000° сх. д.
Філіппі́нське мо́ре — міжострівне море Тихого океану, між Японськими островами, островом Тайвань і Філіппінськими островами на заході, підводними хребтами і островами Ідзу, Огасавара (Бонін), Кадзан (Волкано) і Маріанськими на сході, Яп і Палау на південному сході. Площа 5 726 тисяч км², середня глибина 4 108 м, максимальна 10 265 м.

## Клімат
Через значну широтну протяжність акваторії море лежить відразу в трьох кліматичних поясах.
- Північ в субтропічному кліматичному поясі. Влітку переважають тропічні повітряні маси, взимку — помірні. Значні сезонні амплітуди температури повітря і розподілу атмосферних опадів. Влітку ясна тиха погода, взимку вітри й дощі. Ближче до континенту, на захід, проявляє себе зона мусонів[2].
- Південний захід в субекваторіальному кліматичному поясі. Влітку тут переважають екваторіальні повітряні маси, взимку — тропічні. Сезонні амплітуди температури повітря незначні. У літньо-осінній період часто формуються тропічні циклони[2].
- Південний схід в тропічному кліматичному поясі. Увесь рік тут панують тропічні повітряні маси. Сезонний хід температури повітря чітко відстежується. Переважають пасатні вітри. Відносно дощова область, теплого сезону тут утворюються тропічні циклони[2]. Між тропічним і субтропічним поясами зона змінних вітрів й затишшя.

Море включає Філіппінську і Західно-Маріанську котловини, розділених підводним хребтом Кюсю-Палау. У південно-західній частині моря знаходиться більша частина глибоководного Філіппінського жолобу, який проходить уздовж східного узбережжя Філіппінських островів. Поверхневі течії утворюють майже замкнуту антициклонну циркуляцію. Між 10° і 20° північної широти проходить Північна Пасатна течія. На схід від острова Тайвань починається течія Курошіо.
Температура поверхні води влітку близько 28 °C, взимку від 28 °C на півдні до 18 °C на півночі. Солоність 34,5‰. Припливи подобові і неправильні півдобові (до 2 м).

## Біологія
Акваторія моря поділяється на ряд морських екорегіонів: Центрального Куросіо помірної тихоокеанської зоогеографічної провінції на півночі; Південного Куросіо і Східних Філіппін — на заході, Островів Огасавара і Маріанських — на сході, Західних Каролінських островів центральної індо-пацифічної — на півдні. У зоогеографічному відношенні донна фауна континентального шельфу й острівних мілин до глибини 200 м відноситься до індо-західнопацифічної області тропічної зони.

## Порти
- Леґаспі (Філіппіни);
- Наха, Токіо, Наґоя (Японія);
- Аґанья (Маріанські острови)